# مناورات جبل الصحراء
مناورات جبل الصحراء أو (بالإنجليزية: Desert Mountain Maneuvers)‏ هي مناورات عسكرية مشتركة تقام بين كل من المغرب وبريطانيا منذ عام 2000 بهدف تعزيز العلاقات الدبلوماسية القديمة بين البلدين،.

## المناورات المنفذة
- جبل الصحراء 2013 : أقيمت فعاليات المناورة يوم الأربعاء الموافق 20 نوفمبر 2013.[1]